# Geison

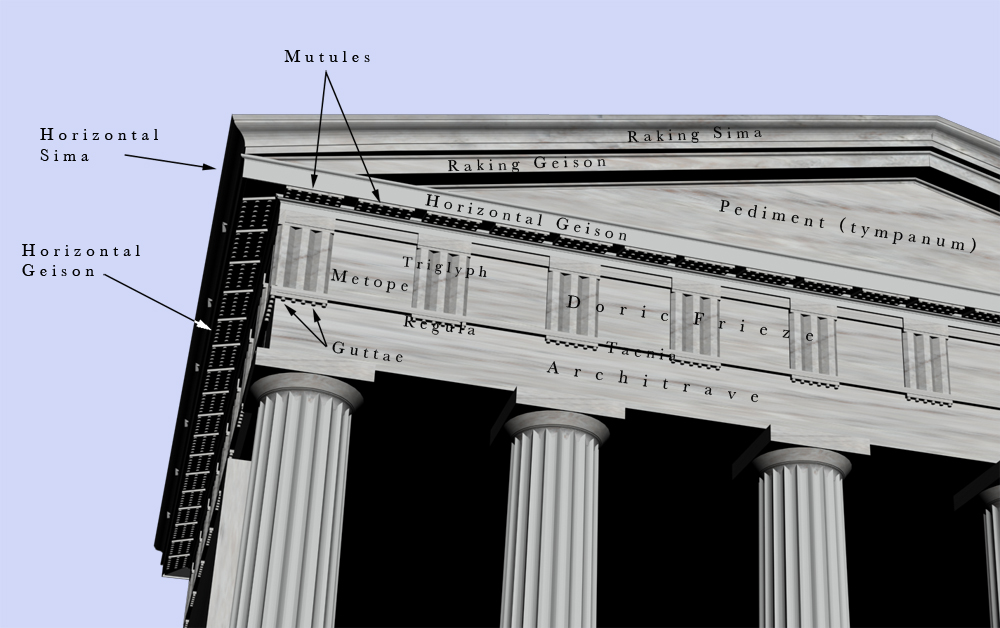
Tempio greco con indicazione della nomenclatura degli elementi della trabeazione

Il geison (in greco antico: γεῖσον?, geîson pronuncia: [ɡêːson]) indica nell'architettura greca arcaica la parte sporgente superiore di una trabeazione, corrispondente alla corona e al soffitto della cornice nell'architettura romana.
Costituisce l'elemento sporgente al di sopra del fregio dorico o dei dentelli ionici, sormontato dalla sima.
Il geison corre orizzontale sui quattro lati dell'edificio (geison orizzontale) e sui lati corti inoltre si sdoppia, correndo obliquamente anche lungo le falde del tetto (geison obliquo), a formare il frontone che delimita il timpano. Sui lati corti la sima corre solo al di sopra del geison obliquo, mentre ne è privo il geison orizzontale.
I termini di geison orizzontale o di geison obliquo sono utilizzati anche nell'architettura romana per indicare le cornici orizzontali (prive di sima) o oblique del frontone.
Nell'ordine dorico la faccia inferiore è ornata dai mūtuli, o tavolette rettangolari a loro volta ornate da file di guttae, piccoli elementi troncoconici: i mūtuli derivano dalle tavolette di legno che, inchiodate con chiodi (tradotti nella pietra con le guttae) sulla faccia inferiore del geison, lo mantenevano in posizione.